# Azerbaïdjan aux Jeux olympiques d'été de 2012
L'Azerbaïdjan participe aux Jeux olympiques d'été de 2012 à Londres au Royaume-Uni du 27 juillet au 12 août 2012. Il s'agit de sa 5e participation à des Jeux olympiques d'été.
La délégation azerbaïdjanaise, composée de 53 athlètes dans 15 sports, termine 30e du classement général avec 10 médailles (2 en or, 2 en argent et 6 en bronze).

## Médaillés
| Médaille | Nom                  | Sport               | Compétition               | Date    |
| -------- | -------------------- | ------------------- | ------------------------- | ------- |
| Argent   | Rövşən Bayramov      | Lutte gréco-romaine | Moins de 55 kg hommes     | 5 août  |
| Bronze   | Emin Ahmadov         | Lutte gréco-romaine | Moins de 74 kg hommes     | 5 août  |
| Argent   | Mariya Stadnik       | Lutte libre         | Moins de 48 kg femmes     | 8 août  |
| Bronze   | Yuliya Ratkevich     | Lutte libre         | Moins de 55 kg femmes     | 9 août  |
| Bronze   | Teymur Mammadov      | Boxe                | Poids légers hommes       | 10 août |
| Bronze   | Magomedrasul Majidov | Boxe                | Poids super-légers hommes | 10 août |
| Or       | Toghrul Asgarov      | Lutte libre         | Moins de 60 kg hommes     | 11 août |
| Or       | Sharif Sharifov      | Lutte libre         | Moins de 84 kg hommes     | 11 août |
| Bronze   | Khetag Gazyumov      | Lutte libre         | Moins de 96 kg hommes     | 12 août |

## Engagés

### Aviron

#### Hommes
| Athlète                | Compétition | Séries | Séries | Repêchage | Repêchage | Quarts de finale | Quarts de finale | Demi-finales | Demi-finales | Finales | Finales |
| Athlète                | Compétition | Temps  | Rang   | Temps     | Rang      | Temps            | Rang             | Temps        | Rang         | Temps   | Rang    |
| ---------------------- | ----------- | ------ | ------ | --------- | --------- | ---------------- | ---------------- | ------------ | ------------ | ------- | ------- |
| Aleksandar Aleksandrov | Skiff       |        |        |           |           |                  |                  |              |              |         |         |

#### Femmes
| Athlète             | Compétition | Séries | Séries | Repêchage | Repêchage | Quarts de finale | Quarts de finale | Demi-finales | Demi-finales | Finales | Finales |
| Athlète             | Compétition | Temps  | Rang   | Temps     | Rang      | Temps            | Rang             | Temps        | Rang         | Temps   | Rang    |
| ------------------- | ----------- | ------ | ------ | --------- | --------- | ---------------- | ---------------- | ------------ | ------------ | ------- | ------- |
| Natalya Mustafayeva | Skiff       |        |        |           |           |                  |                  |              |              |         |         |

### Cyclisme

#### Cyclisme sur route
En cyclisme sur route, l'Azerbaïdjan a qualifié une femme et aucun homme.
| Athlète        | Compétition             | Temps          | Rang |
| -------------- | ----------------------- | -------------- | ---- |
| Elena Tchalykh | Contre-la-montre femmes | 41 min 47 s 06 | 20e  |

### Équitation

#### Saut d'obstacles
| Athlète       | Cheval  | Compétition | Qualification | Qualification | Qualification | Qualification | Qualification | Qualification | Qualification | Qualification | Finale    | Finale   | Finale    | Finale   | Finale   | Total     | Total |
| Athlète       | Cheval  | Compétition | 1er tour      | 1er tour      | 2e tour       | 2e tour       | 2e tour       | 3e tour       | 3e tour       | 3e tour       | Finale A  | Finale A | Finale B  | Finale B | Finale B | Total     | Total |
| Athlète       | Cheval  | Compétition | Pénalités     | Rang          | Pénalités     | Total         | Rang          | Pénalités     | Total         | Rang          | Pénalités | Rang     | Pénalités | Total    | Rang     | Pénalités | Rang  |
| ------------- | ------- | ----------- | ------------- | ------------- | ------------- | ------------- | ------------- | ------------- | ------------- | ------------- | --------- | -------- | --------- | -------- | -------- | --------- | ----- |
| Jamal Rahimov | Warrior | Individuel  |               |               |               |               |               |               |               |               |           |          |           |          |          |           |       |

### Escrime

#### Femmes
| Athlète       | Compétition      | 1/32 de finale   | 1/16 de finale   | 1/8 de finale    | Quarts de finale | Demi-finales     | Finale           | Finale |
| Athlète       | Compétition      | Adversaire Score | Adversaire Score | Adversaire Score | Adversaire Score | Adversaire Score | Adversaire Score | Rang   |
| ------------- | ---------------- | ---------------- | ---------------- | ---------------- | ---------------- | ---------------- | ---------------- | ------ |
| Sabina Mikina | Sabre individuel |                  |                  |                  |                  |                  |                  |        |

### Gymnastique

#### Artistique
Hommes
| Athlète            | Compétition | Appareils | Appareils | Appareils | Appareils | Appareils | Appareils | Qualification | Qualification | Appareils | Appareils | Appareils | Appareils | Appareils | Appareils | Finale | Finale |
| Athlète            | Compétition | S         | CA        | A         | SC        | BP        | BF        | Total         | Rang          | S         | CA        | A         | SC        | BP        | BF        | Total  | Rang   |
| ------------------ | ----------- | --------- | --------- | --------- | --------- | --------- | --------- | ------------- | ------------- | --------- | --------- | --------- | --------- | --------- | --------- | ------ | ------ |
| Shakir Shikhaliyev | Individuel  |           |           |           |           |           |           |               |               |           |           |           |           |           |           |        |        |

#### Rythmique
| Athlète        | Compétition | Qualification | Qualification | Qualification | Qualification | Qualification | Qualification | Finale  | Finale | Finale | Finale | Finale | Finale |
| Athlète        | Compétition | Cerceau       | Ballon        | Massue        | Ruban         | Total         | Rang          | Cerceau | Ballon | Massue | Ruban  | Total  | Rang   |
| -------------- | ----------- | ------------- | ------------- | ------------- | ------------- | ------------- | ------------- | ------- | ------ | ------ | ------ | ------ | ------ |
| Aliya Garayeva | Individuel  |               |               |               |               |               |               |         |        |        |        |        |        |

### Judo

#### Hommes
| Athlète         | Compétition     | 1/32 de finale      | 1/16 de finale      | 1/8 de finale       | Quarts de finale    | Demi-finales        | Repêchage 1         | Repêchage 2         | Finale              | Finale |
| Athlète         | Compétition     | Adversaire Résultat | Adversaire Résultat | Adversaire Résultat | Adversaire Résultat | Adversaire Résultat | Adversaire Résultat | Adversaire Résultat | Adversaire Résultat | Rang   |
| --------------- | --------------- | ------------------- | ------------------- | ------------------- | ------------------- | ------------------- | ------------------- | ------------------- | ------------------- | ------ |
| Ilgar Mushkiyev | Moins de 60 kg  |                     |                     |                     |                     |                     |                     |                     |                     |        |
| Tarlan Karimov  | Moins de 66 kg  |                     |                     |                     |                     |                     |                     |                     |                     |        |
| Rustam Orujov   | Moins de 73 kg  |                     |                     |                     |                     |                     |                     |                     |                     |        |
| Elnur Mammadli  | Moins de 81 kg  | NC                  |                     |                     |                     |                     |                     |                     |                     |        |
| Elkhan Mammadov | Moins de 90 kg  | NC                  |                     |                     |                     |                     |                     |                     |                     |        |
| Elmar Gasimov   | Moins de 100 kg | NC                  |                     |                     |                     |                     |                     |                     |                     |        |

#### Femmes
| Athlète          | Compétition    | 1/32 de finale      | 1/16 de finale      | 1/8 de finale       | Quarts de finale    | Demi-finales        | Repêchage 1         | Repêchage 2         | Finale              | Finale |
| Athlète          | Compétition    | Adversaire Résultat | Adversaire Résultat | Adversaire Résultat | Adversaire Résultat | Adversaire Résultat | Adversaire Résultat | Adversaire Résultat | Adversaire Résultat | Rang   |
| ---------------- | -------------- | ------------------- | ------------------- | ------------------- | ------------------- | ------------------- | ------------------- | ------------------- | ------------------- | ------ |
| Kifayat Gasimova | Moins de 57 kg |                     |                     |                     |                     |                     |                     |                     |                     |        |
| Ramila Yusubova  | Moins de 63 kg |                     |                     |                     |                     |                     |                     |                     |                     |        |

### Tir
| Athlète        | Compétition            | Qualification | Qualification | Finale | Finale |
| Athlète        | Compétition            | Points        | Rang          | Points | Rang   |
| -------------- | ---------------------- | ------------- | ------------- | ------ | ------ |
| Irada Ashumova | Pistolet à 25 m femmes | 578           | 23e           | NC     | NC     |